# Hans-Heinrich Trute

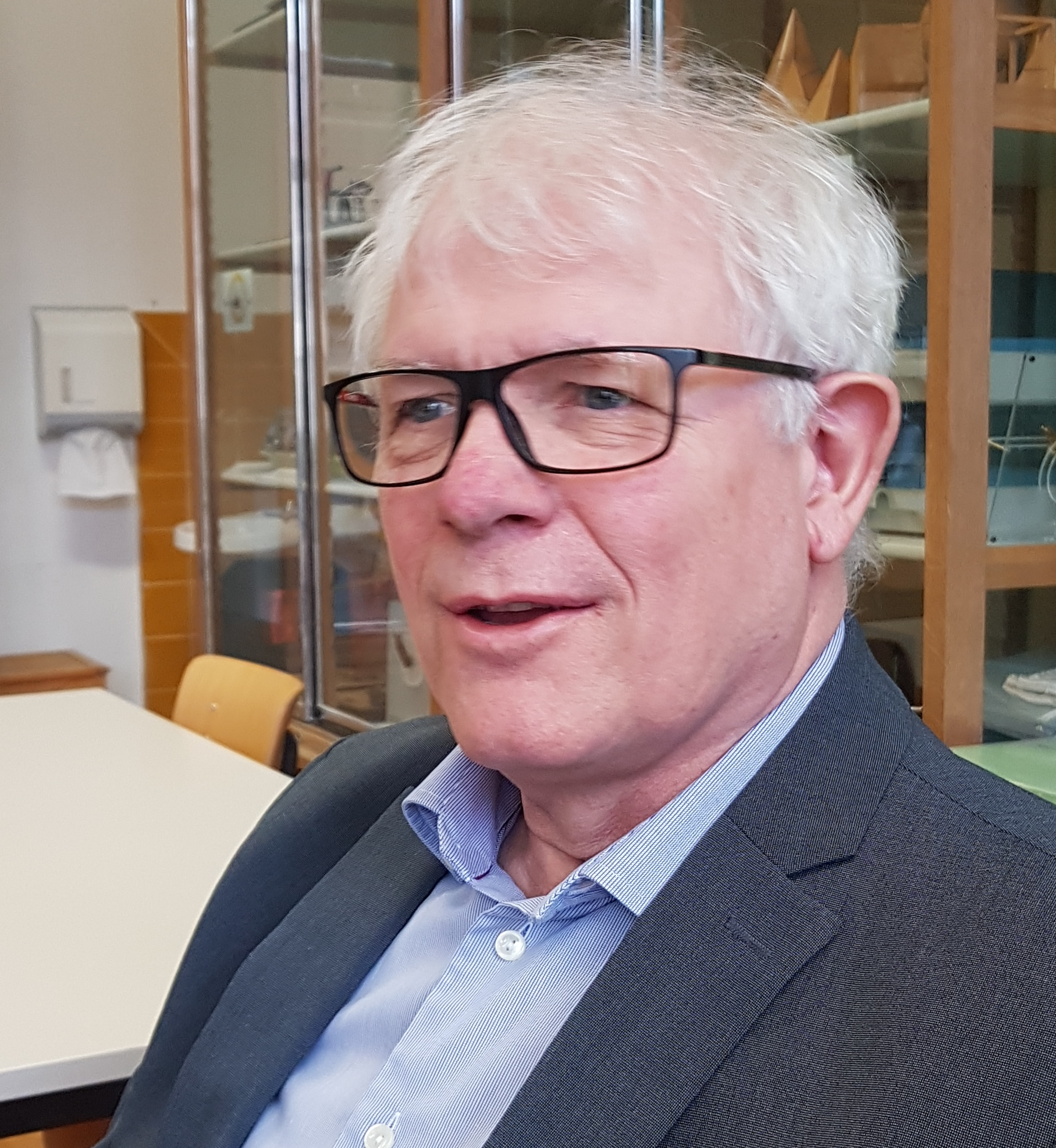
Hans-Heinrich Trute (2020)

Hans-Heinrich Trute (* 31. Dezember 1952 in Bad Oldesloe) ist ein deutscher Jurist und Hochschullehrer. Von 1999 bis 2005 war Trute Ombudsman für die Wissenschaft der Deutschen Forschungsgemeinschaft.

## Leben
Nach dem Abitur im Jahr 1972, das er an der Stormarnschule in Ahrensburg absolvierte, studierte Trute zunächst von 1972 bis 1973 Rechtswissenschaften an der Christian-Albrechts-Universität Kiel. Von 1973 bis 1975 leistete er seinen Zivildienst ab, danach nahm er ab 1975 das Studium der Rechtswissenschaften an der Universität Heidelberg wieder auf. Ab 1977 studierte er in Heidelberg auch Soziologie und Philosophie. 1980 schloss er sein Studium mit dem 1. Staatsexamen ab. Von 1981 bis 1983 absolvierte er sein Rechtsreferendariat, das er mit dem zweiten Staatsexamen abschloss.
Ab 1983 war Trute wissenschaftlicher Mitarbeiter an der Universität Heidelberg, Mitte 1988 promovierte er zum Dr. iur. mit einer Arbeit über „Vorsorgestrukturen und Luftreinhalteplanung im Bundesimmissionsschutzgesetz“, die mit summa cum laude bewertet wurde. 1989 erhielt Trute für seine Dissertation den Umweltpreis der Universität Heidelberg. Im Jahr 1992 habilitierte er sich an der Juristischen Fakultät der Universität Heidelberg und erhielt dort die Lehrbefähigung für „Staatsrecht, Verwaltungsrecht, Verwaltungswissenschaften und Rechtsvergleichung“. Betreuer beider Arbeiten ist Eberhard Schmidt-Aßmann, dessen erster Habilitand er damit war.
Im gleichen Jahr 1992 wurde er auf eine C4-Professur für „Öffentliches Recht unter besonderer Berücksichtigung von Verwaltungsrecht und Verwaltungslehre“ an der Technischen Universität Dresden berufen; 1993 wurde er in Dresden zum Professor ernannt. Einen Ruf an die Juristische Fakultät der Universität Köln im Jahr 1999 lehnte er ab.
Im Oktober 2001 wechselte er auf eine Professur für Öffentliches Recht, Medien- und Telekommunikationsrecht an der Fakultät für Rechtswissenschaften der Universität Hamburg, wo er zugleich von 2005 bis 2010 zum Dekan gewählt wurde. Im akademischen Jahr 2003/2004 war er Fellow am Wissenschaftskolleg zu Berlin. Seit 2012 ist er Direktoriumsmitglied der Albrecht Mendelssohn Bartholdy Graduate School of Law.
Zu seinen akademischen Schülern zählen die Rechtsprofessoren Roland Broemel (Goethe-Universität Frankfurt) und Arne Pilniok (Juniorprofessor an der Universität Hamburg und Lehrstuhlvertretung an der Humboldt-Universität zu Berlin) sowie seine Habilitandin Simone Kuhlmann, die anlässlich seines 70. Geburtstages eine Festschrift mit dem Titel Forschung als Handlungs- und Kommunikationszusammenhang herausgegeben haben.

## Akademische Ämter (Auswahl)
- Mitglied des Fakultätsrates der Juristischen Fakultät der TU Dresden (1993–1997)
- seit 1993 Mitglied des Verfassungsgerichtshofes des Freistaates Sachsen (1999 wiedergewählt)
- Prodekan und Studiendekan der Juristischen Fakultät (ab Juni 1997)
- Mitglied der Sachverständigenkommission Verwaltungsreform des Freistaates Sachsen (ab 1997)
- Amtsführender Dekan der Juristischen Fakultät der TU Dresden (1998 / 1999)
- ab 1999  Ombudsman der Deutschen Forschungsgemeinschaft für Fragen wissenschaftlichen Fehlverhaltens, 2002 wiedergewählt
- ab 2000 Prorektor für Bildung der Technischen Universität Dresden
- Oktober 2005 – September 2010: Dekan der Fakultät für Rechtswissenschaft der Universität Hamburg
- Ab März 2007: Mitglied im Kuratorium des Forschungsverbundes Berlin
- 2008: Projektverantwortlicher und Koordinator des EU-Projektes: „Europe China School of Law“
- 2009: Mitglied im Kuratorium der Hamburgischen Wissenschaftlichen Stiftung

## Familie
Trute ist verheiratet und hat zwei Kinder.

## Veröffentlichungen (Auswahl)
- (Hrsg.):  Allgemeines Verwaltungsrecht – zur Tragfähigkeit eines Konzepts, Tübingen : Mohr Siebeck 2008, ISBN 978-3-16-149651-6.
- (mit Wolfgang Denkhaus und Doris Kühlers):  Regelungsstrukturen der Kreislaufwirtschaft zwischen kooperativem Umweltrecht und Wettbewerbsrecht, Baden-Baden : Nomos-Verl.-Gesellschaft 2004, ISBN 3-8329-0700-9, Reihe Schriften zur rechtswissenschaftlichen Innovationsforschung, Band 8.
- Hans-Heinrich Trute, Wolfgang Spoerr, Wolfgang Bosch: Telekommunikationsgesetz mit FTEG : Kommentar, Berlin ; New York : de Gruyter 2001, ISBN 3-11-015797-7.
- (Beitrag in): Rückzug des Ordnungsrechtes im Umweltschutz / 14. Trierer Kolloquium zum Umwelt- und Technikrecht vom 6. bis 8. September 1998, Berlin : Erich Schmidt 1999, ISBN 3-503-04855-3.
- Die Forschung zwischen grundrechtlicher Freiheit und staatlicher Institutionalisierung : das Wissenschaftsrecht als Recht kooperativer Verwaltungsvorgänge, Tübingen : Mohr 1994, (zugleich Habilitationsschrift Universität Heidelberg 1992), ISBN 3-16-146102-9.